# Gjadži Kang
Gjadži Kang, anglickým přepisem Gyaji Khang  je hora vysoká 7 074 m, která se nachází v nepálské části Himálaje v blízkosti hranic s Čínou na severovýchod od horského masivu Annapurna. Přístup k hoře je možný přes vesnici s tibetskou historií Fu (Phu Gaon).

## Horolezecké výpravy
Poprvé byl vrchol hory zdolán v roce 1994 nepálsko-japonskou skupinou, a to západním hřebenem s použitím 1 500 metrů fixních lan. Kvůli zákazu přístupu cizinců do oblasti se mohly další pokusy uskutečnit až v roce 2002. V roce 2003 se o výstup neúspěšně pokusila česká výprava. Mezi lety 2005 a 2012 proběhlo několik úspěšných výstupů stejnou cestou.
V říjnu 2017 se podařil devítičlenné české expedici první výstup severozápadní stěnou (7 členů, zbylí dva členové zvolili západní hřeben). Všichni její účastníci vystoupili na vrchol 7. října 2017.